# Mimacraea mariae
Mimacraea mariae är en fjärilsart som beskrevs av Abel Dufrane 1945. Mimacraea mariae ingår i släktet Mimacraea och familjen juvelvingar. Inga underarter finns listade i Catalogue of Life.